# Shannon Bahrke
Shannon Bahrke, né le 7 novembre 1980 à Reno (Nevada) (États-Unis), est une skieuse acrobatique américaine. Elle est spécialiste de l'épreuve des bosses.

## Palmarès

### Jeux olympiques d'hiver
- Jeux olympiques 2002 à Salt Lake City (États-Unis) :
  -  Médaille d'argent sur l'épreuve des bosses.
- Jeux olympiques 2006 à Turin (Italie) :
  - 10e sur l'épreuve des bosses.
- Jeux olympiques 2010 à Vancouver (Canada) :
  -  Médaille de bronze sur l'épreuve des bosses.

### Championnats du Monde de ski acrobatique
- Championnats du monde de ski acrobatique de 2003 à Deer Valley (États-Unis) :
  -  Médaille de bronze en bosses en parallèle.
- Championnats du monde de ski acrobatique de 2007 à Madonna di Campiglio (Italie) :
  -  Médaille d'argent en bosses en parallèle.

### Coupe du Monde de ski acrobatique
- 1 petit globe de cristal :
  - Vainqueur du classement bosses en 2003
- 37 podiums dont 7 victoires.